# Keiya Nakami
Keiya Nakami (中美 慶哉 Nakami Keiya?), född 23 september 1991 i Tochigi prefektur, är en japansk fotbollsspelare.
Nakami började sin karriär 2014 i Tochigi SC. Efter Tochigi SC spelade han för Sagan Tosu, Zweigen Kanazawa och Matsumoto Yamaga FC.